# ヨゼフ・バラーク

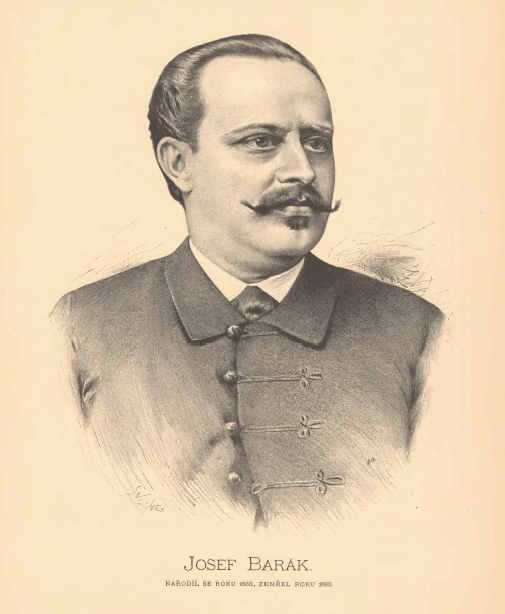
ヨゼフ・バラーク

ヨゼフ・バラーク（チェコ語: Josef Barák、1833年1月26日 - 1883年11月15日）は、チェコのジャーナリスト、詩人。文学集団「マーヨヴチ」 (Májovci) のメンバーであった。
プラハに生まれ、プラハに没した。